# Polska czerwona księga zwierząt
Polska czerwona księga zwierząt – rejestr zagrożonych gatunków zwierząt na terenie Polski. Została stworzona na wzór międzynarodowej Czerwonej księgi gatunków zagrożonych. Zawiera listę ginących gatunków zwierząt z dokładnym ich opisem i mapami rozmieszczenia. Określa także stopień zagrożenia poszczególnych gatunków, rzadkość ich występowania oraz stosowane i proponowane sposoby ochrony.
Dla Polski czerwoną księgę zwierząt opracowuje Instytut Ochrony Przyrody PAN w Krakowie (dawniej Zakład Ochrony Przyrody i Zasobów Naturalnych PAN), przy współpracy z kilkudziesięcioma naukowcami z całej Polski.
Po raz pierwszy dokonano tego w 1992 roku. Najnowsze dwutomowe wydanie to:
- Tom I – Polska czerwona księga zwierząt. Kręgowce, red. Zbigniew Głowaciński, Państwowe Wydawnictwo Rolnicze i Leśne, Warszawa 2001
- Tom II – Polska czerwona księga zwierząt. Bezkręgowce, red. Zbigniew Głowaciński & Janusz Nowacki, Instytut Ochrony Przyrody PAN w Krakowie oraz Akademia Rolnicza im. A. Cieszkowskiego w Poznaniu, 2004

W tym wydaniu wymieniono 365 gatunków na (jak się ocenia) 33-47 tysięcy gatunków występujących w Polsce.
W 2002 roku Instytut Ochrony Przyrody PAN w Krakowie opublikował Czerwoną listę zwierząt ginących i zagrożonych w Polsce, która jest uproszczoną formą „czerwonej księgi”, uwzględniając przy tym szerszą skalę zagrożeń.
Kategorie zagrożenia gatunków w Polskiej czerwonej księdze zwierząt:
1. EX – gatunki wymarłe (2 gatunki)
tarpan, tur.
2. EXP – gatunki zanikłe lub prawdopodobnie zanikłe w Polsce (kręgowce – 14 gatunków, bezkręgowce – 22 gatunki)
m.in. drop, jaszczurka zielona, jesiotr zachodni, karliczka, norka europejska, pustułeczka, sęp płowy, strepet, suseł moręgowany, brodawnica, mrówkolew drzewny, pazurecznik wielki.
3. CR – gatunki skrajnie zagrożone (kręgowce – 22 gatunki, bezkręgowce – 67 gatunki)
m.in. bekasik, dzierzba rudogłowa, gadożer, głuszec, kozica tatrzańska, kraska, kulon, łosoś, modraszek gniady, niepylak apollo, orlik grubodzioby, orzełek włochaty, rybitwa czubata, rybitwa popielata, sokół wędrowny, świstun, wąż Eskulapa, żołędnica europejska, morświn zwyczajny.
4. EN – gatunki bardzo wysokiego ryzyka, silnie zagrożone (kręgowce – 23 gatunki, bezkręgowce – 80 gatunków)
m.in. batalion, cietrzew, koza złotawa, minóg morski, nocek łydkowłosy, orzeł przedni, podgorzałka, suseł perełkowany, świstak tatrzański, troć jeziorowa, zając bielak, żółw błotny, żbik europejski, żubr europejski, modraszek orion, szczeżuja spłaszczona.
5. VU – gatunki wysokiego ryzyka, narażone na wyginięcie (kręgowce – 15 gatunków, bezkręgowce – 54 gatunki)
m.in. gniewosz plamisty, minóg rzeczny, piekielnica, uszatka błotna, wodniczka, modraszek alkon, trajkotka czerwona, niepylak mnemozyna.
6. NT – gatunki niższego ryzyka, ale bliskie zagrożenia (kręgowce – 30 gatunków, bezkręgowce – 14 gatunków)
m.in. piskorz, ryjówka średnia, ryś euroazjatycki, wilk szary, niedźwiedź brunatny.
7. LC – gatunki na razie niezagrożone wymarciem, z różnych powodów wpisane do Czerwonej Księgi (kręgowce – 23 gatunki, bezkręgowce – 1)
m.in. mroczak posrebrzany, podkowiec duży, rzęsorek mniejszy, traszka karpacka.